# Quit Playing Games (with My Heart)
"Quit Playing Games (With My Heart)" là một bài hát của ban nhạc nam nước Mỹ Backstreet Boys nằm trong album phòng thu đầu tay mang tên chính họ trên toàn cầu và phiên bản cùng tên ở Hoa Kỳ vào năm 1997. Nó được phát hành như là đĩa đơn thứ tư trích từ Backstreet Boys (1996) vào ngày 14 tháng 10 năm 1996 trên toàn cầu, và ở Hoa Kỳ là đĩa đơn đầu tiên cho Backstreet Boys (1997) vào ngày 19 tháng 5 năm 1997 bởi Jive Records. Bài hát được viết lời bởi Max Martin và Herbie Crichlow, trong khi phần sản xuất được đảm nhận bởi Martin và Kristian Lundin, những cộng tác viên quen thuộc trong sự nghiệp của nhóm. Phiên bản đĩa đơn của "Quit Playing Games (With My Heart)" có một số thay đổi so với bản gốc, trong đó đầu phần hai của bài hát do thành viên Brian Littrell thể hiện ở bản gốc được thu âm lại bởi Nick Carter.
Sau khi phát hành, "Quit Playing Games (With My Heart)" đa phần nhận được những phản ứng tích cực từ các nhà phê bình âm nhạc, trong đó họ đánh giá cao quá trình sản xuất của nó. Bài hát cũng gặt hái những thành công vượt trội về mặt thương mại, đứng đầu các bảng xếp hạng ở Áo, Đức và Thụy Sĩ, và lọt vào top 10 ở hầu hết những quốc gia nó xuất hiện, bao gồm Bỉ, Đan Mạch, Hà Lan, Ireland, Na Uy và Vương quốc Anh. Tại Hoa Kỳ, "Quit Playing Games (With My Heart)" đạt vị trí thứ hai trên bảng xếp hạng Billboard Hot 100, trở thành đĩa đơn đầu tiên của họ lọt vào top 10 tại đây và là đĩa đơn có thứ hạng cao nhất của họ tính đến nay. Ngoài ra, nó còn được chứng nhận đĩa Bạch kim từ Hiệp hội Công nghiệp ghi âm Mỹ (RIAA) với việc công nhận một triệu bản đĩa đơn đã được tiêu thụ.
Video ca nhạc cho "Quit Playing Games (With My Heart)" được đạo diễn bởi Kai Sehr, trong đó nhóm trình diễn bài hát ở một sân bóng bỏ hoang vào buổi tối, trước khi tiếp tục nhảy múa giữa một cơn mưa lớn. Để quảng bá bài hát, Backstreet Boys đã trình diễn nó trên nhiều chương trình truyền hình và lễ trao giải lớn, như Saturday Night Live, Today, Top of the Pops và Wetten, dass..? cũng như trong tất cả những chuyến lưu diễn trong sự nghiệp của họ. Ngoài ra, nó cũng xuất hiện trong nhiều album tổng hợp của nhóm kể từ khi phát hành, như The Hits - Chapter One (2001), Playlist: The Very Best of Backstreet Boys (2010), NKOTBSB (2011) và The Essential Backstreet Boys (2013). Một phiên bản tiếng Ý của bài hát, với tiêu đề "Non Puoi Lasciarmi Così", đã xuất hiện trong phiên bản phát hành ở quốc gia này của Backstreet's Back.

## Danh sách bài hát
Đĩa CD tại châu Âu
1. "Quit Playing Games (With My Heart)" (bản video) - 3:52
2. "Nobody But You" (bản dài) - 6:07

Đĩa CD tại Anh quốc
1. "Quit Playing Games (With My Heart)" (bản video) - 3:52
2. "Nobody But You" (bản dài) - 6:07
3. "Give Me Your Heart" - 5:06
4. "Lay Down Beside Me" - 5:30

Đĩa CD tại Hoa Kỳ
1. "Quit Plating Games (With My Heart)" (bản LP) - 3:52
2. "Lay Down Beside Me" - 5:26

## Xếp hạng
| Bảng xếp hạng (1996–99)               | Vị trí cao nhất |
| ------------------------------------- | --------------- |
| Úc (ARIA)                             | 27              |
| Áo (Ö3 Austria Top 40)                | 1               |
| Bỉ (Ultratop 50 Flanders)             | 8               |
| Bỉ (Ultratop 50 Wallonia)             | 5               |
| Đan Mạch (Tracklisten)                | 9               |
| Châu Âu (European Hot 100 Singles)    | 1               |
| Đức (Official German Charts)          | 1               |
| Ireland (IRMA)                        | 5               |
| Hà Lan (Dutch Top 40)                 | 5               |
| Hà Lan (Single Top 100)               | 7               |
| New Zealand (Recorded Music NZ)       | 27              |
| Na Uy (VG-lista)                      | 10              |
| Thụy Điển (Sverigetopplistan)         | 15              |
| Thụy Sĩ (Schweizer Hitparade)         | 1               |
| Anh Quốc (OCC)                        | 2               |
| Hoa Kỳ Billboard Hot 100              | 2               |
| Hoa Kỳ Adult Contemporary (Billboard) | 2               |
| Hoa Kỳ Adult Pop Airplay (Billboard)  | 18              |
| Hoa Kỳ Dance Club Songs (Billboard)   | 41              |
| Hoa Kỳ Hot Latin Songs (Billboard)    | 12              |
| Hoa Kỳ Latin Pop Songs (Billboard)    | 6               |
| Hoa Kỳ Pop Airplay (Billboard)        | 2               |
| Hoa Kỳ Rhythmic (Billboard)           | 5               |

| Bảng xếp hạng (1996)                 | Vị trí |
| ------------------------------------ | ------ |
| Austria (Ö3 Austria Top 40)          | 27     |
| Belgium (Ultratop 50 Flanders)       | 99     |
| Belgium (Ultratop 50 Wallonia)       | 80     |
| Denmark (Tracklisten)                | 21     |
| Europe (European Hot 100 Singles)    | 65     |
| Germany (Official German Charts)     | 14     |
| Netherlands (Dutch Top 40)           | 38     |
| Netherlands (Single Top 100)         | 49     |
| Sweden (Sverigetopplistan)           | 82     |
| Bảng xếp hạng (1997)                 | Vị trí |
| Australia (ARIA)                     | 140    |
| Austria (Ö3 Austria Top 40)          | 37     |
| Belgium (Ultratop 40 Wallonia)       | 100    |
| Europe (European Hot 100 Singles)    | 69     |
| Germany (Official German Charts)     | 66     |
| Netherlands (Dutch Top 40)           | 191    |
| UK Singles (Official Charts Company) | 56     |
| US Billboard Hot 100                 | 11     |
| US Adult Contemporary (Billboard)    | 20     |
| Bảng xếp hạng (1998)                 | Vị trí |
| US Billboard Hot 100                 | 62     |
| US Adult Contemporary (Billboard)    | 19     |

| Bảng xếp hạng (1990–1999) | Vị trí |
| ------------------------- | ------ |
| US Billboard Hot 100      | 86     |

## Chứng nhận
| Quốc gia                                                                           | Chứng nhận | Số đơn vị/doanh số chứng nhận |
| ---------------------------------------------------------------------------------- | ---------- | ----------------------------- |
| Áo (IFPI Áo)                                                                       | Vàng       | 25.000*                       |
| Bỉ (BEA)                                                                           | Vàng       | 0*                            |
| Đức (BVMI)                                                                         | Bạch kim   | 500.000^                      |
| Ba Lan (ZPAV)                                                                      | Vàng       | 50,000*                       |
| Anh Quốc (BPI)                                                                     | Bạc        | 200.000^                      |
| Hoa Kỳ (RIAA)                                                                      | Bạch kim   | 1,200,000                     |
| * Chứng nhận dựa theo doanh số tiêu thụ. ^ Chứng nhận dựa theo doanh số nhập hàng. |            |                               |